# STS-72
STS-72 は、1996年1月に行われたスペースシャトル・エンデバーによる飛行ミッションである。

## 乗員
- ブライアン・ダフィー（英語版） (3), 船長
- ブレント・ジェット（英語版） (1), 操縦手
- リロイ・チャオ（英語版） (2), ミッション・スペシャリスト
- ダニエル・バリー（英語版） (1), ミッション・スペシャリスト
- ウィンストン・E・スコット（英語版） (1), ミッション・スペシャリスト
- 若田光一 (1), ミッション・スペシャリスト - 日本

## ミッション・パラメータ
- 質量:
  - 打上時: 112,182 kg
  - 着陸時: 98,549 kg
  - ペイロード: 6,510 kg
- 近地点: 185 km
- 遠地点: 470 km
- 軌道傾斜角: 28.4°
- 周期: 91.1 分

### 船外活動
- チャオとバリー  - EVA 1
- EVA 1 開始: 1996年1月15日 - 05:35 UTC
- EVA 1 終了: 1月15日 - 11:44 UTC
- 期間: 6時間09分

- チャオとスコット  - EVA 2
- EVA 2 開始: 1996年1月17日 - 05:40 UTC
- EVA 2 終了: 1月17日 - 12:34 UTC
- 期間: 6時間54分

## ミッションのハイライト
STS-72 ミッションの主たる目的は、日本の微小重力実験衛星である宇宙実験・観測フリーフライヤ (SFU) を回収して地球に持ち帰ることであった。SFU は質量が 3,577kg （7,885ポンド）で、1995年3月18日 08:01 UT に宇宙開発事業団 (NASDA) により種子島宇宙センターからH-IIロケット3号機で打ち上げられた。
また、NASA の衛星である OAST-Flyer (Office of Aeronautics and Space Technology Flyer) を放出して約50時間後に回収した。OAST-Flyer は、SPARTAN 衛星を利用した再利用可能な7機目のフリーフライヤである。OAST-Flyer に搭載されていた実験機器は、Return Flux Experiment (REFLEX)、GPS Attitude Determination and Control Experiment (GADACS)、Solar Exposure to Laser Ordnance Device (SELODE)、メリーランド大学の Spartan Packet Radio Experiment (SPRE) の4つである。
その他 STS-72 に搭載された実験機器は、Shuttle Solar Backscatter Ultraviolet Experiment (SSBUV-8) （これ以前のSTS-34、STS-41、STS-43、STS-45、STS-56、STS-62、STS-66にも搭載）、EDFT-03、Shuttle Laser Altimeter Payload (SLA-01/GAS(5))、VDA-2、国立衛生研究所 NIH-R3 Experiment、Space Tissue Loss Experiment (STL/NIH-C)、Pool Boiling Experiment (PBE) （これ以前のSTS-47、STS-57、STS-60にも搭載）、Thermal Energy Storage (TES-2) （これ以前のSTS-69にも搭載）などである。

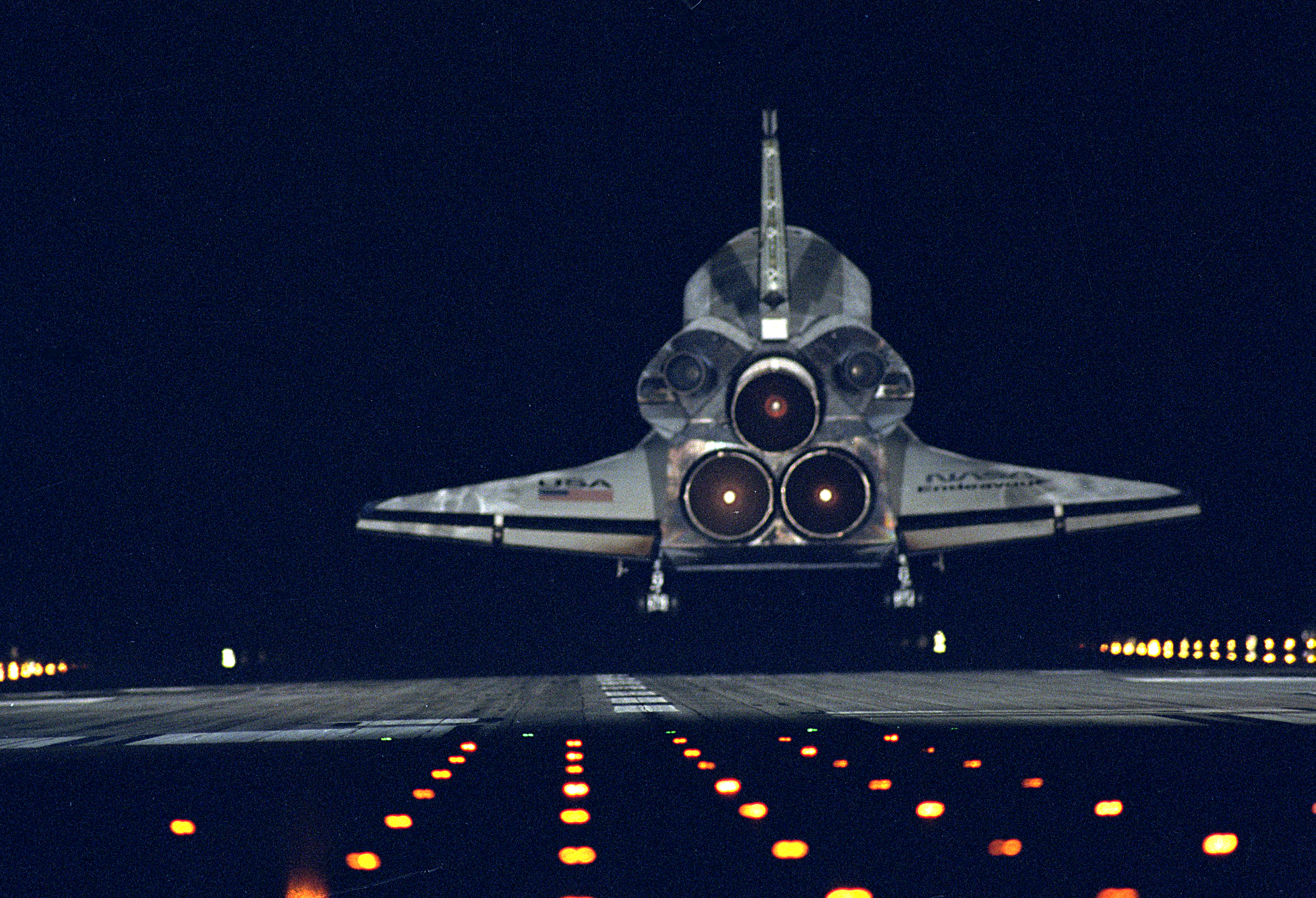
STS-72 の飛行を終えて着陸するエンデバー

ゲッタウェイ・スペシャル (GAS) ペイロードには、米国空軍士官学校の G-342 Flexible Beam Experiment (FLEXBEAM-2)、日本航空宇宙工業会の G-459 - Protein Crystal Growth Experiment、ジェット推進研究所の GAS Ballast Can とサンプルリターン実験があった。
エンデバーでの10回目の飛行となるこのミッションでは、3人の宇宙飛行士が6時間半の船外活動 (EVA) を2回行い、1997年の後半に始まる国際宇宙ステーションの組み立てで使うことになる機器や工具をテストした。飛行5日目の EVA-1 ではリロイ・チャオ (EV1) とダニエル・バリー (EV2) が、飛行7日目の EVA-2 ではリロイ・チャオ (EV1) とウィンストン・スコット (EV2) が船外活動を行った。